# LEGO スーパー・ヒーローズ:ジャスティス・リーグ〈悪の軍団誕生〉
『LEGO スーパー・ヒーローズ：ジャスティス・リーグ〈悪の軍団誕生〉』（原題：Lego DC Comics Super Heroes: Justice League - Attack of the Legion of Doom）は、2015年のアメリカ合衆国のコンピュータアニメーションによるスーパーヒーロー映画・冒険映画(オリジナルビデオ)である。レゴブロックと、DCコミックスによるアメリカン・コミック『ジャスティス・リーグ』を基にしている。

## キャスト
| 役名                                  | 原語版                           | 日本語吹き替え |
| ------------------------------------- | -------------------------------- | -------------- |
| ブルース・ウェイン / バットマン       | トロイ・ベーカー                 | 山寺宏一       |
| クラーク・ケント/スーパーマン         | ノーラン・ノース                 | 花田光         |
| ダイアナ・プリンス / ワンダーウーマン | カリ・ウォールグレン             | 安達まり       |
| ハル・ジョーダン/グリーンランタン     | ディードリック・ベーダー         | 相馬幸人       |
| ヴィクター・ストーン / サイボーグ     | カリー・ペイトン                 | 丸山壮史       |
| バリー・アレン / フラッシュ           | ジェームズ・アーノルド・テイラー | 佐藤拓也       |
| レックス・ルーサー                    | ジョン・ディマジオ               | 乃村健次       |
| シネストロ                            | マーク・ハミル                   | 稲葉実         |
| トリックスター                        | マーク・ハミル                   | 奈良徹         |